# Seznam zmagovalcev Odprtega prvenstva Francije - ženske dvojice
Seznam zmagovalcev teniškega turnirja Odprto prvenstvo Francije med ženskimi dvojicami.

## Zmagovalke po letih
| Leto      | Zmagovalki                                           | Drugi                                                | Rezultat finala      |
| --------- | ---------------------------------------------------- | ---------------------------------------------------- | -------------------- |
| 1914      | Suzanne Lenglen Elizabeth Ryan                       | Blanche Amblard Suzanne Amblard                      | 6-0, 6-0             |
| 1915 1919 | Prva svetovna vojna                                  | Prva svetovna vojna                                  | Prva svetovna vojna  |
| 1920      | Dorothy Holman Phyllis Satterwaithe                  | Germaine Golding Jeanne Vaussard                     | 6-3, 6-1             |
| 1921      | Suzanne Lenglen Germaine Golding                     | Dorothy Holman Irene Bowder Peacock                  | 6-2, 6-2             |
| 1922      | Suzanne Lenglen Elizabeth Ryan                       | Geraldine Beamish Kitty McKane Godfree               | 6-0, 6-4             |
| 1923      | Geraldine Beamish Kitty McKane Godfree               | Suzanne Lenglen Germaine Golding                     | 6-2, 6-3             |
| 1924      | Olimpijske igre                                      | Olimpijske igre                                      | Olimpijske igre      |
| 1925      | Suzanne Lenglen Didi Vlasto                          | Evelyn Colyer Kitty McKane Godfree                   | 6-1, 9-11, 6-2       |
| 1926      | Suzanne Lenglen Didi Vlasto                          | Evelyn Colyer Kitty McKane Godfree                   | 6-1, 6-1             |
| 1927      | Irene Bowder Peacock Bobbie Heine                    | Peggy Saunders Phoebe Holcroft Watson                | 6-2, 6-1             |
| 1928      | Phoebe Holcroft Watson Eileen Bennett Whittingstall  | Suzanee Deve Sylvia Lafaurie                         | 6-0, 6-2             |
| 1929      | Lili de Alvarez Valdene Kea Bouman                   | Bobbie Heine Alida Neave                             | 7-5, 6-3             |
| 1930      | Helen Wills Moody Elizabeth Ryan                     | Simone Barbier Simone Mathieu                        | 6-3, 6-1             |
| 1931      | Eileen Bennett Whittingstall Betty Nuthall Shoemaker | Cilly Aussem Elizabeth Ryan                          | 9-7, 6-2             |
| 1932      | Helen Wills Moody Elizabeth Ryan                     | Betty Nuthall Shoemaker Eileen Bennett Whittingstall | 6-1, 6-3             |
| 1933      | Simone Mathieu Elizabeth Ryan                        | Sylvie Jung Henrotin Colette Rosambert               | 6-1, 6-3             |
| 1934      | Simone Mathieu Elizabeth Ryan                        | Helen Hull Jacobs Sarah Palfrey Cooke                | 3-6, 6-4, 6-2        |
| 1935      | Margaret Scriven Vivian Kay Stammers Bullitt         | Ida Adamoff Hilde Krahwinkel Sperling                | 6-4, 6-0             |
| 1936      | Simone Mathieu Billie Yorke                          | Susan Noel Jadwiga Jędrzejowska                      | 2-6, 6-4, 6-4        |
| 1937      | Simone Mathieu Billie Yorke                          | Dorothy Andrus Sylvie Jung Henrotin                  | 3-6, 6-2, 6-2        |
| 1938      | Simone Mathieu Billie Yorke                          | Arlette Halff Nelly Adamson Landry                   | 6-3, 6-3             |
| 1939      | Simone Mathieu Jadwiga Jędrzejowska                  | Alice Florian Hella Kovac                            | 7-5, 7-5             |
| 1940 1944 | Druga svetovna vojna                                 | Druga svetovna vojna                                 | Druga svetovna vojna |
| 1945      | P. Fritz Simone Iribarne Lafargue                    | Simone Mathieu Myrtil Brunnarius                     | 6-3, 6-1             |
| 1946      | Louise Brough Clapp Margaret Osborne duPont          | Pauline Betz Addie Doris Hart                        | 6-4 0-6 6-1          |
| 1947      | Louise Brough Clapp Margaret Osborne duPont          | Doris Hart Patricia Canning Todd                     | 7-5 6-2              |
| 1948      | Doris Hart Patricia Canning Todd                     | Shirley Fry Irvin Mary Arnold Prentiss               | 6-4, 6-2             |
| 1949      | Margaret Osborne duPont Louise Brough Clapp          | Joy Gannon Betty Hilton                              | 7-5, 6-1             |
| 1950      | Doris Hart Shirley Fry Irvin                         | Louise Brough Clapp Margaret Osborne duPont          | 1-6, 7-5, 6-2        |
| 1951      | Doris Hart Shirley Fry Irvin                         | Beryl Barlett Barbara Scofield                       | 10-8, 6-3            |
| 1952      | Doris Hart Shirley Fry Irvin                         | Hazel Redick-Smith Julie Wipplinger                  | 7-5, 6-1             |
| 1953      | Doris Hart Shirley Fry Irvin                         | Maureen Connolly Brinker Julie Sampson Haywood       | 6-4, 6-3             |
| 1954      | Maureen Connolly Brinker Nell Hall Hopman            | Maude Galtier Suzanne Schmitt                        | 7-5, 4-6, 6-0        |
| 1955      | Beverly Baker Fleitz Darlene Hard                    | Shirley Bloomer Brasher Pat Ward Hales               | 7-5, 6-8, 13-11      |
| 1956      | Angela Buxton Althea Gibson                          | Darlene Hard Dorothy Head Knode                      | 6-8, 8-6, 6-1        |
| 1957      | Shirley Bloomer Brasher Darlene Hard                 | Yola Ramírez Ochoa Rosie Reyes                       | 7-5, 4-6, 7-5        |
| 1958      | Rosie Reyes Yola Ramírez Ochoa                       | Mary Bevis Hawton Thelma Coyne Long                  | 6-4, 7-5             |
| 1959      | Sandra Reynolds Price Renee Schuurman Haygarth       | Yola Ramírez Ochoa Rosie Reyes                       | 2-6, 6-0, 6-1        |
| 1960      | Maria Bueno Darlene Hard                             | Pat Ward Hales Ann Haydon Jones                      | 6-2, 7-5             |
| 1961      | Sandra Reynolds Price Renee Schuurman Haygarth       | Maria Bueno Darlene Hard                             | walkover             |
| 1962      | Sandra Reynolds Price Renee Schuurman Haygarth       | Justina Bricka Margaret Court                        | 6-4, 6-4             |
| 1963      | Ann Haydon Jones Renee Schuurman Haygarth            | Robyn Ebbern Margaret Court                          | 7-5, 6-4             |
| 1964      | Margaret Court Lesley Turner Bowrey                  | Norma Baylon Helga Schultze                          | 6-3, 6-1             |
| 1965      | Margaret Court Lesley Turner Bowrey                  | Françoise Dürr Jeanine Lieffrig                      | 6-3, 6-1             |
| 1966      | Margaret Court Judy Tegart Dalton                    | Jill Blackman Fay Toyne                              | 4-6, 6-1, 6-1        |
| 1967      | Françoise Dürr Gail Chanfreau                        | Annette Van Zyl DuPlooy Pat Walkden                  | 6-2, 6-2             |
| 1968      | Françoise Dürr Ann Haydon Jones                      | Rosemary Casals Billie Jean King                     | 7-5, 4-6, 6-4        |
| 1969      | Françoise Dürr Ann Haydon Jones                      | Nancy Richey Margaret Court                          | 6-0, 4-6, 7-5        |
| 1970      | Gail Chanfreau Françoise Dürr                        | Rosemary Casals Billie Jean King                     | 6-1, 3-6, 6-3        |
| 1971      | Gail Chanfreau Françoise Dürr                        | Helen Gourlay Cawley Kerry Harris                    | 6-4, 6-1             |
| 1972      | Billie Jean King Betty Stöve                         | Winnie Shaw Christine Truman Janes                   | 6-1, 6-2             |
| 1973      | Margaret Court Virginia Wade                         | Françoise Dürr Betty Stöve                           | 6-2, 6-3             |
| 1974      | Chris Evert Olga Morozova                            | Gail Chanfreau Katja Ebbinghaus                      | 6-4, 2-6, 6-1        |
| 1975      | Chris Evert Martina Navratilova                      | Julie Anthony Olga Morozova                          | 6-3, 6-2             |
| 1976      | Fiorella Bonicelli Gail Chanfreau                    | Kathy Harter Helga Niessen Masthoff                  | 6-4, 1-6, 6-3        |
| 1977      | Regina Maršíková Pam Teeguarden                      | Rayni Fox Helen Gourlay Cawley                       | 5-7, 6-4, 6-2        |
| 1978      | Mima Jaušovec Virginia Ruzici                        | Lesley Turner Bowrey Gail Chanfreau                  | 5-7, 6-4, 8-6        |
| 1979      | Betty Stöve Wendy Turnbull                           | Françoise Dürr Virginia Wade                         | 3-6, 7-5, 6-4        |
| 1980      | Kathy Jordan Anne Smith                              | Ivanna Madruga Adriana Villagran                     | 6-1, 6-0             |
| 1981      | Rosalyn Fairbank Nideffer Tanya Harford              | Candy Reynolds Paula Smith                           | 6-1, 6-3             |
| 1982      | Martina Navrátilová Anne Smith                       | Rosemary Casals Wendy Turnbull                       | 6-3, 6-4             |
| 1983      | Rosalyn Fairbank Nideffer Candy Reynolds             | Kathy Jordan Anne Smith                              | 5-7, 7-5, 6-2        |
| 1984      | Martina Navrátilová Pam Shriver                      | Claudia Kohde-Kilsch Hana Mandliková                 | 5-7, 6-3, 6-2        |
| 1985      | Martina Navrátilová Pam Shriver                      | Claudia Kohde-Kilsch Helena Suková                   | 4-6, 6-2, 6-2        |
| 1986      | Martina Navrátilová Andrea Temesvári                 | Steffi Graf Gabriela Sabatini                        | 6-1, 6-2             |
| 1987      | Martina Navrátilová Pam Shriver                      | Steffi Graf Gabriela Sabatini                        | 6-2, 6-1             |
| 1988      | Martina Navrátilová Pam Shriver                      | Claudia Kohde-Kilsch Helena Suková                   | 6-2, 7-5             |
| 1989      | Larisa Savchenko Neiland Natalja Zvereva             | Steffi Graf Gabriela Sabatini                        | 6-4, 6-4             |
| 1990      | Jana Novotná Helena Suková                           | Larisa Savchenko Neiland Natalja Zvereva             | 6-4, 7-5             |
| 1991      | Gigi Fernández Jana Novotná                          | Larisa Savchenko Neiland Natalja Zvereva             | 6-4, 6-0             |
| 1992      | Gigi Fernández Natalja Zvereva                       | Conchita Martínez Arantxa Sánchez Vicario            | 6-3, 6-2             |
| 1993      | Gigi Fernández Natalja Zvereva                       | Larisa Savchenko Neiland Jana Novotná                | 6-3, 7-5             |
| 1994      | Gigi Fernández Natalja Zvereva                       | Lindsay Davenport Lisa Raymond                       | 6-2, 6-2             |
| 1995      | Gigi Fernández Natalja Zvereva                       | Jana Novotná Arantxa Sánchez Vicario                 | 6-7(6), 6-4, 7-5     |
| 1996      | Lindsay Davenport Mary Joe Fernández                 | Gigi Fernández Natalja Zvereva                       | 6-2, 6-1             |
| 1997      | Gigi Fernández Natalja Zvereva                       | Mary Joe Fernández Lisa Raymond                      | 6-2, 6-3             |
| 1998      | Martina Hingis Jana Novotná                          | Lindsay Davenport Natalja Zvereva                    | 6-1, 7-6(4)          |
| 1999      | Serena Williams Venus Williams                       | Martina Hingis Ana Kurnikova                         | 6-3, 6-7(2), 8-6     |
| 2000      | Martina Hingis Mary Pierce                           | Virginia Ruano Pascual Paola Suárez                  | 6–2, 6–4             |
| 2001      | Virginia Ruano Pascual Paola Suárez                  | Jelena Dokić Conchita Martínez                       | 6–2, 6–1             |
| 2002      | Virginia Ruano Pascual Paola Suárez                  | Lisa Raymond Rennae Stubbs                           | 6–4, 6–2             |
| 2003      | Kim Clijsters Ai Sugijama                            | Virginia Ruano Pascual Paola Suárez                  | 6–7(5), 6–2, 9–7     |
| 2004      | Virginia Ruano Pascual Paola Suárez                  | Svetlana Kuznecova Jelena Lihovceva                  | 6–0, 6–3             |
| 2005      | Virginia Ruano Pascual Paola Suárez                  | Cara Black Liezel Huber                              | 4–6, 6–3, 6–3        |
| 2006      | Lisa Raymond Samantha Stosur                         | Daniela Hantuchová Ai Sugijama                       | 6–3, 6–2             |
| 2007      | Alicia Molik Mara Santangelo                         | Katarina Srebotnik Ai Sugijama                       | 7–6(5), 6–4          |
| 2008      | Anabel Medina Garrigues Virginia Ruano Pascual       | Casey Dellacqua Francesca Schiavone                  | 2–6, 7–5, 6–4        |
| 2009      | Anabel Medina Garrigues Virginia Ruano Pascual       | Viktorija Azarenka Jelena Vesnina                    | 6–1, 6–1             |
| 2010      | Serena Williams Venus Williams                       | Květa Peschke Katarina Srebotnik                     | 6–2, 6–3             |
| 2011      | Andrea Hlaváčková Lucie Hradecká                     | Sania Mirza Jelena Vesnina                           | 6–4, 6–3             |
| 2012      | Sara Errani Roberta Vinci                            | Marija Kirilenko Nadja Petrova                       | 4-6, 6–4, 6–2        |
| 2013      | Jekaterina Makarova Jelena Vesnina                   | Sara Errani Roberta Vinci                            | 7-5, 6-2             |
| 2014      | Hsieh Su-wei Peng Šuai                               | Sara Errani Roberta Vinci                            | 6–4, 6–1             |
| 2015      | Bethanie Mattek-Sands Lucie Šafářová                 | Casey Dellacqua Jaroslava Švedova                    | 3–6, 6–4, 6–2        |
| 2016      | Caroline Garcia Kristina Mladenovic                  | Jekaterina Makarova Jelena Vesnina                   | 6–3, 2–6, 6–4        |
| 2017      | Bethanie Mattek-Sands Lucie Šafářová                 | Ashleigh Barty Casey Dellacqua                       | 6–2, 6–1             |
| 2018      | Barbora Krejčíková Kateřina Siniaková                | Eri Hozumi Makoto Ninomija                           | 6–3, 6–3             |
| 2019      | Tímea Babos Kristina Mladenovic                      | Duan Jingjing Ženg Saisai                            | 6–2, 6–3             |
| 2020      | Tímea Babos Kristina Mladenovic                      | Desirae Krawczyk Alexa Guarachi                      | 6–4, 7–5             |
| 2021      | Barbora Krejčíková Kateřina Siniaková                | Bethanie Mattek-Sands Iga Świątek                    | 6–4, 6–2             |
| 2022      | Caroline Garcia Kristina Mladenovic                  | Coco Gauff Jessica Pegula                            | 2–6, 6–3, 6–2        |
| 2023      | Hsieh Su-wei Wang Xinyu                              | Leylah Fernandez Taylor Townsend                     | 1–6, 7–6(7–5), 6–1   |
| 2024      | Coco Gauff Kateřina Siniaková                        | Sara Errani Jasmine Paolini                          | 7–6(7–5), 6–3        |
| 2025      | Sara Errani Jasmine Paolini                          | Ana Danilina Aleksandra Krunić                       | 6–4, 2–6, 6–1        |